# Adynaton
L'adynaton (plurale ἀδύνατα, adynata; in latino, impossibilia, sostantivo neutro plurale), talora italianizzato in adìnato (singolare e plurale) è una figura retorica il cui nome deriva dal greco ἀδύνατον, da α- (a-, mancanza, privazione) + δύναμαι (dynamai, "io posso"), "cosa impossibile". Esso è un metalogismo che consiste nel citare una situazione assolutamente irrealizzabile attraverso il confronto con un'altra, descritta con una perifrasi iperbolica e paradossale.

## Esemplificazione
Esempi:
(Mc 10,25)
(Cielo d'Alcamo)
(Cecco Angiolieri)